# Тверской, Дмитрий Лукич
Дмитрий Лукич Тверско́й (1904—1995) — советский учёный, организатор и первый директор ВНИИ фитопатологии. Доктор биологических наук, профессор.

## Биография
Окончил Институт прикладной зоологии и фитопатологии (1927).
В 1927—1935 зав. отделом фитопатологии Абхазской сельскохозяйственной опытной станции, руководитель секции болезней табака и махорки в лаборатории микологии и фитопатологии А. А. Ячевского, начальник сектора фитопатологии ВИЗР.
В 1935—1958 зав. лабораторией ВНИИ свекловичного полеводства, зав. лабораторией фитопатологии Московской станции ВИЗР.
С 1958 г. первый директор ВНИИ фитопатологии (был его главным организатором).
Автор монографии «Болезни табака и махорки».
Награждён орденами и медалями.

## Статьи
- Корнеед сахарной свеклы и значение грибов в его развитии // Ботанический институт имени В. Л. Комарова РАН. — Л., 1954. — С. 35.